# بنیاد لیزن
بنیاد لیزن یک بنیاد در ماینتس، آلمان است که برای گسترش خواندن و سواد رسانه‌ای در سال ۱۹۸۸ تأسیس شده‌است. تأسیس این بنیاد به ابتکار کارآفرین رسانه‌ای راینهارد مون و صدراعظم وقت فدرال هلموت کوهل برمی گردد.

## اهداف و هدف
بنیاد لیزن مهارت‌های خواندن و دسترسی به خواندن را برای همه گروه‌های سنی و جمعیتی در همه رسانه‌ها ترویج می‌کند. به عنوان یک بنیاد عملیاتی و سراسری، پروژه‌های تحقیقاتی و مدل و همچنین برنامه‌هایی را با تأثیر گسترده با همکاری نزدیک با شرکا - وزارتخانه‌های فدرال و ایالتی، مؤسسات علمی، بنیادها، انجمن‌ها و شرکت‌ها انجام می‌دهد. فرض بر این است که همه رسانه‌های خواندن و شنیدن از ارزش یکسانی برخوردارند. در دنیای چندرسانه‌ای، کتاب‌ها، مجلات، روزنامه‌ها، اینترنت، فیلم‌ها و رسانه‌های صوتی همه به هم متصل هستند و به یکدیگر ارجاع می‌دهند.
بنیاد لیزن تحت حمایت رئیس‌جمهور فدرال مربوطه است و تا حد زیادی از طریق کمک‌های مالی اعضای هیئت امنا و اهداکنندگان و همچنین بودجه عمومی که به پروژه و کار برنامه سرازیر می‌شود، تأمین می‌شود.

## برنامه‌ها و پروژه‌ها
علاوه بر پروژه‌های تحقیقاتی و مدل برای دولت‌های فدرال و ایالتی، تمرکز کار بنیاد لیزن بر روی پروژه‌هایی با تأثیر گسترده‌است. هدف این برنامه‌ها و پروژه‌ها طیف گسترده‌ای از گروه‌های هدف و گروه‌های سنی مانند خانواده‌ها، مهدکودک‌ها، مدارس و ترویج مطالعه فوق برنامه است. ابتکارات و برنامه‌های اصلی بنیاد خواندن شامل روز سراسری کتابخوانی، روز جهانی کتاب و برنامه سراسری ترویج کتابخوانی در دوران کودکی "Lesestart 1-2-3" است.

### روز سراسری کتابخوانی
روز سراسری کتابخوانی از سال ۲۰۰۴ هر سال در نوامبر برگزار می‌شود. این ابتکار مشترک دی تسایت، بنیاد لیزن و بنیاد دویچه بان است. هرکسی که از خواندن با صدای بلند لذت می‌برد، در این روز برای دیگران کتاب می‌خواند، مثلاً در مدارس، مهدکودک‌ها، کتابخانه‌ها یا کتابفروشی‌ها. در سال ۲۰۱۹، حدود ۷۰۰۰۰۰ خواننده در روز سراسری کتابخوانی شرکت کردند، از جمله سیاستمداران و افراد مشهور.

### روز جهانی کتاب
بنیاد لیزن در روز جهانی کتاب یونسکو (۲۳ آوریل) را همراهی می‌کند. تمرکز کمپین‌های روز جهانی ابتکار «من به شما داستان خواهم داد» توسط بنیاد Reading، انجمن ناشران و کتابفروشان آلمان، ناشران کتاب‌های کودکان cbj، Deutsche Post AG و ZDF است.
کتاب هدیه روز جهانی کتاب از مجموعه «به تو داستان می‌دهم» با تیراژ سالانه ۱٫۲ میلیون نسخه منتشر می‌شود. این باعث می‌شود که این کتاب به بزرگ‌ترین چاپ اول کتاب کودک و نوجوان در آلمان تبدیل شود. بالای ۱ میلیون در سال ۲۰۱۹، کودکان در کلاس‌های ۴ و ۵ کتاب روز جهانی را به صورت رایگان در کتابفروشی‌های محلی از طریق کمپین کوپن کتاب دریافت کردند. هدف از این ابتکار، تشویق کودکان به خواندن با داستان‌هایی است که منعکس کننده علایق آنهاست و در نتیجه مهارت‌های خواندن آنها را تقویت می‌کند.

### شروع خواندن ۱-۲-۳
"Lesestart 1-2-3" یک برنامه سراسری ترویج خواندن در دوران کودکی است که توسط وزارت آموزش و تحقیقات فدرال تأمین می‌شود و از اواخر سال ۲۰۱۹ توسط بنیاد Reading اجرا می‌شود. به عنوان بخشی از این برنامه، والدین سه مجموعه شروع مطالعه با نکات روزمره برای بلندخوانی و یک هدیه کتاب برای فرزندانشان در سن یک، دو و سه سالگی دریافت می‌کنند. شروع خواندن همچنین با کمپین‌ها و رویدادهای محلی متعدد همراه است.
دو مجموعه اول در طول معاینات پزشکی پیشگیرانه در مطب‌های اطفال به والدین داده می‌شود و مجموعه سوم توسط کتابخانه‌های شرکت کننده ارائه می‌شود. این برنامه جانشین «شروع خواندن - سه نقطه عطف برای خواندن» است. این توسط بنیاد لیزن از سال ۲۰۱۱ تا اواسط سال ۲۰۱۹ انجام شد. در این مدت، در مجموع حدود ۴٫۵ میلیون مجموعه شروع خواندن به والدین و فرزندانشان داده شد.

## مدیران عامل
- Jörg F. Maas، مدیر کل
- Sabine Uehlein، مدیر عامل برنامه‌ها
- آندریا بارتل، مدیر بازرگانی

## کمیته‌ها و شبکه‌ها
کمیته‌های بنیاد لیزن شامل هیئت مدیره، هیئت امناء و هیئت امناء است. یک هیئت امناء، یک گروه مشاوره علمی و یک هیئت مشاوره کیفی از بنیاد لیزن در مقام مشاوره حمایت می‌کنند. مدیریت در دست مدیر کل، مدیر بازرگانی و مدیر برنامه‌ها و پروژه‌ها است.

### هیئت مدیره
| - گرد لندسبرگ (رئیس)، انجمن شهرها و شهرداری‌های آلمان - توماس راتنو (معاون رئیس هیئت مدیره)، گروه انتشارات پنگوئن رندوم هاوس - کریستین آلهایت، انجمن رفاهی PAREITISCHER هامبورگ - Udo Beckmann، انجمن آموزش و پرورش، VBE - ریچارد لوتز، Deutsche Bahn AG - توماس اوگیلوی، گروه دویچه پست DHL - استفان شرزر، انجمن ناشران مجلات آلمانی، VDZ - باربارا شلایهاگن، انجمن کتابخانه آلمان e. V.، dbv |

### هیئت امنا
و همچنین نماینده دفتر رئیس‌جمهور فدرال.
کیوریتور افتخاری: Markus Schächter، مدیر سابق ZDF

### گروه مشاوره علمی
| - کوردولا آرتلت، عضو هیئت مشورتی علمی مؤسسه تحقیقات آموزشی بین‌المللی آلمان، عضو نشست سالانه و کمیته شبکه مطالعات پنل آموزشی ملی (NEPS) در مؤسسه مسیرهای آموزشی لایب‌نیتس در دانشگاه بامبرگ - سیلک بورگستت، مدیر تحقیقات اجتماعی Sinus Sociovision Market and Social Research GmbH، هایدلبرگ - ویلفرد باس، مدیر علمی مطالعه بین‌المللی خواندن در مدارس ابتدایی IGLU \| مؤسسه تحقیقات توسعه مدرسه TU Dortmund - Sabine Feierabend، مسئول مفهوم و اجرای مطالعات KIM, JIM و FIM، مشاور تحقیقات رسانه SWF/SWR، اشتوتگارت - آندریاس گلد، رئیس گروه روان‌شناسی تربیتی دانشگاه گوته فرانکفورت آم ماین - نوربرت گروبن، استاد افتخاری مطالعات ادبیات عمومی و تجربی در دانشگاه مانهایم و دانشگاه هایدلبرگ - Anke Grotlüschen، استاد آموزش بزرگسالان، دانشگاه هامبورگ، رئیس مطالعه سطح یک سواد - آرتور ام جیکوبز، استاد روان‌شناسی عمومی، دانشگاه آزاد برلین - توماس راوشنباخ، مدیر مؤسسه جوانان آلمان در مونیخ، عضو تیم نویسندگان گزارش آموزش ملی - Renate Schulz-Zander، مؤسسه تحقیقات توسعه مدرسه TU Dortmund، کارشناس رسانه‌های دیجیتال در آموزش - رودولف تیپلت، عضو هیئت مشاوره علمی گروه راهبری تحقیقات آموزشی KMK و BMBF، استاد آموزش عمومی و تحقیقات آموزشی، LMU مونیخ - رنه والتین، رئیس انجمن‌های کتابخوانی اروپا (IDEC) - رنه زیمر، مدیر مؤسسه آموزش و توسعه در دوران کودکی نیدرزاکسن در دانشگاه اسنابروک، کارشناس آموزش و رشد دوران کودکی خارج از گروه مشاوره علمی موجود است: - کلاوس هورلمان، بهداشت عمومی و آموزش، مدرسه حکومتداری هرتی، برلین. عضویت در تیم‌های تخصصی مطالعات ملی و بین‌المللی در زمینه آموزش و پرورش و غیره مطالعه پوسته. |

### مؤسسه مطالعه و پژوهش رسانه
ابتکارات و پروژه‌های بنیاد لیزن توسط مؤسسه مطالعه و تحقیقات رسانه ای بنیاد لیزن در ماینتس حمایت علمی می‌شود. این مؤسسه در سال ۲۰۰۶ تأسیس شد و مقالاتی را در مورد موضوعات تحقیقاتی که در زمینه مطالعه و تحقیق رسانه ایجاد کرده‌است منتشر می‌کند.

### آکادمی برای ترویج خواندن نیدرزاکسن
آکادمی برای ترویج خواندن نیدرزاکسن یک مؤسسه مشترک از بنیاد لیزن و ایالت نیدرزاکسن مستقر در کتابخانه گوتفرید ویلهلم لایب‌نیتس در هانوفر است. از سال ۲۰۰۴، به هدف بهبود شرایط منطقه ای برای ارتقای مهارت‌های خواندن و لذت خواندن کودکان و جوانان در ایالت نیدرزاکسن اختصاص یافته‌است. مجموعه رویدادها و دوره‌های آموزشی بیشتر برای مربیان، معلمان، کتابداران و سایر عوامل مؤثر، روش‌های ترویج خواندن را در تمام طول سال نشان می‌دهد. آکادمی برای ترویج خواندن توسط وزارت فرهنگ نیدرزاکسن و وزارت علوم و فرهنگ نیدرزاکسن تأمین مالی می‌شود.

### خواندن شبکه
«شبکه خواندن با صدای بلند» بنیاد لیزن مایل است از همه خوانندگان داوطلب در سراسر کشور در کار داوطلبانه خود با شعار «ما از بلندخوانی داوطلبانه در آلمان حمایت می‌کنیم» حمایت کند. قلب شبکه جدید پلتفرم آنلاین netzwerkvorlesen.de است که در ۱ راه اندازی شد. آوریل ۲۰۱۴ آغاز شد. در اینجا، همه خوانندگان داوطلب و همچنین سازمان دهندگان و ناظران ابتکارات کتابخوانی محلی و منطقه ای طیف گسترده‌ای از حمایت را دریافت می‌کنند، به عنوان مثال در قالب اطلاعات، توصیه‌های خواندن، مواد آموزشی و آدرس‌های تماس. هدف فعال کردن و واجد شرایط بودن خوانندگان داوطلب و در نتیجه تقویت تعهد آنهاست.

### باشگاه معلمان
باشگاه معلمان بنیاد لیزن به اعضای خود مواد آموزشی میان رشته‌ای رایگان، دستورالعمل‌های روش شناختی و آموزشی و اطلاعات پروژه‌ها و برنامه‌های بنیاد لیزن را برای کار ترویج خواندن ارائه می‌دهد. کلوپ معلمان اکنون حدود ۴۰۰۰۰ عضو در سراسر کشور دارد و شبکه گسترده‌ای از چند برابر کننده‌ها برای ترویج خواندن دارد.

### سفیر خواندن
سفیران ریدینگ بنیاد لیزن شخصیت‌های برجسته ای از سیاست، ورزش، رسانه، فرهنگ و ورزش هستند که به‌طور عمومی و بلندمدت از ابتکارات و اهداف بنیاد لیزن حمایت می‌کنند.

## قیمت

### جایزه رسانه ای دیتریش اوپنبرگ
جایزه رسانه ای دیتریش اوپنبرگ از سال ۲۰۰۱ توسط بنیاد لیزن و بنیاد خانه مطبوعاتی NRZ اهدا می‌شود. مشارکت‌هایی اعطا می‌شود که به شرایط چارچوب در حال تغییر در جامعه اطلاعاتی و دانش مدرن می‌پردازد و فضای مطالعه را در آگاهی عمومی می‌دهد.

### جایزه خواندن آلمانی
به همراه بنیاد Commerzbank، بنیاد لیزن از سال ۲۰۱۳ جایزه کتابخوانی آلمان را اعطا می‌کند. این دستاوردها و پروژه‌های فردی در زمینه اقدامات ترویج خواندن که به «حفظ و ترویج فرهنگ مطالعه» کمک می‌کند، ارج می‌نهد. جایزه کتابخوانی آلمان در شش بخش اعطا می‌شود:
- تعهد فردی برجسته به ترویج خواندن. توسط بنیاد PwC تأمین می‌شود. ۳ جایزه، کل وقف ۴۵۰۰ یورو
- مشارکت برجسته جامعه در ترویج خواندن. بودجه توسط انجمن شهرها آلمان و لاتاری تلویزیون آلمان تأمین می‌شود. ۳ جایزه، کل وقف ۴۵۰۰ یورو
- پشتیبانی برجسته زبان و خواندن در مراکز مهدکودک. تأمین شده توسط FRÖBEL e. V. 3 جایزه، کل وقف ۴۵۰۰ یورو
- ترویج برجسته خواندن در مدارس. تأمین مالی توسط Arnulf Betzold GmbH. 3 جایزه، کل وقف ۴۵۰۰ یورو
- ترویج خواندن برجسته با رسانه‌های دیجیتال. با بودجه وزیر فرهنگ و رسانه. ۳ جایزه کل وقف ۴۵۰۰ یورو
- جایزه ویژه از بنیاد Commerzbank برای تعهد برجسته. موقوفه ۲۵۰۰ یورو[۱۴]

### قطب‌نما خواندن لایپزیک
این جایزه از سال ۲۰۱۲ همراه با نمایشگاه کتاب لایپزیگ اعطا می‌شود. این کتاب به کتاب‌ها و سایر رسانه‌هایی که سرگرمی خواندن را با رویکرد ترویج خواندن ترکیب می‌کنند، احترام می‌گذارد. آنها توسط هیئت داوری متشکل از کارشناسان مستقل از حوزه‌های مهدکودک، مدارس، کتابخانه‌ها و تجارت کتاب و همچنین خوانندگان جوان و وبلاگ‌نویسان انتخاب می‌شوند. این جایزه به ده اثر در هر سه بخش تعلق می‌گیرد:
- برای کودکان دو تا شش سال
- برای کودکان شش تا ده سال
- برای کودکان ده تا چهارده سال[۱۵]

## انتقاد
در سال ۲۰۱۱، انجمن فیلولوژیست‌های آلمان، این بنیاد را متهم کرد که شرکت‌ها را قادر می‌سازد تا تصویر هدفمند و کار لابی با تبلیغات پنهان به عنوان مواد آموزشی را انجام دهند.
پس از بررسی این اتهامات، شورای روابط عمومی آلمان (DRPR) تصمیم گرفت که علیه بنیاد لیزن و شرکت‌های درگیر اقدامی انجام ندهد، زیرا مواد آموزشی مربوطه را نمی‌توان به عنوان تبلیغات مخفی طبقه‌بندی کرد.

## لینک‌های وب
- وب سایت بنیاد لیزن
- وب سایت روز ملی کتابخوانی
- وب سایت روز جهانی کتاب
- وب سایت جایزه کتابخوانی آلمان